# Kwon Chang-hoon
Kwon Chang-hoon (ur. 30 czerwca 1994 w Seulu) – południowokoreański piłkarz występujący na pozycji pomocnika w niemieckim klubie SC Freiburg oraz w reprezentacji Korei Południowej.

## Kariera klubowa

### Suwon Samsung Bluewings
W 2010 roku dołączył do juniorskich drużyn Suwon Samsung Bluewings. W 2013 został przeniesiony do pierwszego zespołu. W klubie zadebiutował 3 kwietnia 2013 w meczu fazy grupowej Azjatyckiej Ligi Mistrzów przeciwko Kashiwa Reysol (2:6). W K League 1 zadebiutował 6 kwietnia 2013 w meczu przeciwko Daegu FC (3:1). Pierwszą bramkę dla drużyny zdobył 30 kwietnia 2013 w meczu fazy grupowej Azjatyckiej Ligi Mistrzów przeciwko Guizhou Renhe (2:2). W sezonie 2014 wraz z klubem zdobył tytuł wicemistrza Korei Południowej. W sezonie 2015 jego zespół zajął drugie miejsce w grupie G w fazie grupowej Azjatyckiej Ligi Mistrzów i dotarł do 1/8 finału tych rozgrywek, z których odpadł po dwumeczu z drużyną Kashiwa Reysol (2:3) i (1:2). W sezonie 2015 jego drużyna powtórzyła sukces z poprzedniego roku i ponownie zdobyła wicemistrzostwo Korei Południowej. W sezonie 2016 jego zespół dotarł do finału rozgrywek o Puchar Korei Południowej, który wygrał po dwumeczu z FC Seoul (2:1) i (2:1, k. 9:10).

### Dijon FCO
18 stycznia 2017 podpisał kontrakt z klubem Dijon FCO. W zespole zadebiutował 19 lutego 2017 w meczu Ligue 1 przeciwko Olympique Lyon (4:2). Pierwszą bramkę dla drużyny zdobył 19 sierpnia 2017 w meczu ligowym przeciwko Stade Rennais (2:2). W sezonie 2018/19 w rozgrywkach o Puchar Francji jego klub dotarł do ćwierćfinału, w którym przegrał z Paris Saint-Germain F.C. (3:0). Tymczasem w lidze w sezonie 2018/19 jego zespół zajął 18 miejsce w tabeli i ostatecznie utrzymał się w lidze po dwumeczu barażowym z drużyną RC Lens (1:1) i (3:1).

### SC Freiburg
1 lipca 2019 podpisał kontrakt z zespołem SC Freiburg. W jego barwach zadebiutował 24 sierpnia 2019 w meczu Bundesligi przeciwko SC Paderborn 07 (1:3), w którym zdobył również swoją pierwszą bramkę dla zespołu.

## Kariera reprezentacyjna
W 2015 roku otrzymał powołanie do reprezentacji Korei Południowej. Zadebiutował 2 sierpnia 2015 w meczu Pucharu Azji Wschodniej przeciwko reprezentacji Chin (0:2). W 2015 wraz z kadrą zdobył Puchar Azji Wschodniej. Pierwszą bramkę dla reprezentacji zdobył 3 września 2015 w meczu eliminacji do Mistrzostw Świata 2018 przeciwko reprezentacji Laosu (8:0).

## Statystyki

### Klubowe
(aktualne na dzień 7 listopada 2020)
| Klub                    | Sezon              | Liga               | Liga  | Liga   | Puchar kraju | Puchar kraju | Puchar ligi | Puchar ligi | Azja  | Azja   | Suma  | Suma   |
| Klub                    | Sezon              | Liga               | Mecze | Bramki | Mecze        | Bramki       | Mecze       | Bramki      | Mecze | Bramki | Mecze | Bramki |
| ----------------------- | ------------------ | ------------------ | ----- | ------ | ------------ | ------------ | ----------- | ----------- | ----- | ------ | ----- | ------ |
| Suwon Samsung Bluewings | 2013               | K League 1         | 8     | 0      | 1            | 0            | –           | –           | 2     | 1      | 11    | 1      |
| Suwon Samsung Bluewings | 2014               | K League 1         | 20    | 1      | 0            | 0            | –           | –           | –     | –      | 20    | 1      |
| Suwon Samsung Bluewings | 2015               | K League 1         | 35    | 10     | 1            | 0            | –           | –           | 7     | 1      | 43    | 11     |
| Suwon Samsung Bluewings | 2016               | K League 1         | 27    | 7      | 4            | 1            | –           | –           | 4     | 1      | 35    | 9      |
| Suwon Samsung Bluewings | Ogólnie            | Ogólnie            | 90    | 18     | 6            | 1            | 0           | 0           | 13    | 3      | 109   | 22     |
| Dijon FCO               | 2016/17            | Ligue 1            | 8     | 0      | 0            | 0            | 0           | 0           | –     | –      | 8     | 0      |
| Dijon FCO               | 2017/18            | Ligue 1            | 34    | 11     | 1            | 0            | 1           | 0           | –     | –      | 36    | 11     |
| Dijon FCO               | 2018/19            | Ligue 1            | 20    | 3      | 3            | 1            | 1           | 0           | –     | –      | 24    | 4      |
| Dijon FCO               | Ogólnie            | Ogólnie            | 62    | 14     | 4            | 1            | 2           | 0           | 0     | 0      | 68    | 15     |
| SC Freiburg             | 2019/20            | Bundesliga         | 23    | 2      | 0            | 0            | –           | –           | –     | –      | 23    | 2      |
| SC Freiburg             | 2020/21            | Bundesliga         | 7     | 0      | 1            | 1            | –           | –           | –     | –      | 8     | 1      |
| SC Freiburg             | Ogólnie            | Ogólnie            | 30    | 2      | 1            | 1            | 0           | 0           | 0     | 0      | 31    | 3      |
| Ogólnie w karierze      | Ogólnie w karierze | Ogólnie w karierze | 182   | 34     | 11           | 3            | 2           | 0           | 13    | 3      | 208   | 40     |

### Reprezentacyjne
(aktualne na dzień 7 listopada 2020)
| Reprezentacja    | Rok     | Mecze | Bramki |
| ---------------- | ------- | ----- | ------ |
| Korea Południowa | 2015    | 7     | 3      |
| Korea Południowa | 2016    | 1     | 0      |
| Korea Południowa | 2017    | 6     | 0      |
| Korea Południowa | 2018    | 2     | 1      |
| Korea Południowa | 2019    | 7     | 1      |
| Ogólnie          | Ogólnie | 23    | 5      |

| Mecze i gole w reprezentacji | Mecze i gole w reprezentacji | Mecze i gole w reprezentacji           | Mecze i gole w reprezentacji | Mecze i gole w reprezentacji | Mecze i gole w reprezentacji | Mecze i gole w reprezentacji |
| Reprezentacja                | Reprezentacja                | Reprezentacja                          | Reprezentacja                | Reprezentacja                | Reprezentacja                | Reprezentacja                |
| Lp.                          | Data                         | Miejsce                                | Przeciwnik                   | Wynik                        | Gol                          | Rozgrywki                    |
| ---------------------------- | ---------------------------- | -------------------------------------- | ---------------------------- | ---------------------------- | ---------------------------- | ---------------------------- |
| 1.                           | 02.08.2015                   | Wuhan, Chiny                           | Chiny                        | 0:2                          |                              | Puchar Azji Wschodniej 2015  |
| 2.                           | 05.08.2015                   | Wuhan, Chiny                           | Japonia                      | 1:1                          |                              | Puchar Azji Wschodniej 2015  |
| 3.                           | 09.08.2015                   | Wuhan, Chiny                           | Korea Północna               | 0:0                          |                              | Puchar Azji Wschodniej 2015  |
| 4.                           | 03.09.2015                   | Hwaseong, Korea Południowa             | Laos                         | 8:0                          | Gol · Gol                    | el. MŚ 2018                  |
| 5.                           | 08.09.2015                   | Sydon, Liban                           | Liban                        | 0:3                          | Gol                          | el. MŚ 2018                  |
| 6.                           | 08.10.2015                   | Kuwejt, Kuwejt                         | Kuwejt                       | 0:1                          |                              | el. MŚ 2018                  |
| 7.                           | 13.10.2015                   | Seul, Korea Południowa                 | Jamajka                      | 3:0                          |                              | Mecz towarzyski              |
| 8.                           | 06.09.2016                   | Seremban, Malezja                      | Syria                        | 0:0                          |                              | el. MŚ 2018                  |
| 9.                           | 31.08.2017                   | Seul, Korea Południowa                 | Iran                         | 0:0                          |                              | el. MŚ 2018                  |
| 10.                          | 05.09.2017                   | Taszkent, Uzbekistan                   | Uzbekistan                   | 0:0                          |                              | el. MŚ 2018                  |
| 11.                          | 07.10.2017                   | Moskwa, Rosja                          | Rosja                        | 4:2                          |                              | Mecz towarzyski              |
| 12.                          | 10.10.2017                   | Biel/Bienne, Szwajcaria                | Maroko                       | 1:3                          |                              | Mecz towarzyski              |
| 13.                          | 10.11.2017                   | Suwon, Korea Południowa                | Kolumbia                     | 2:1                          |                              | Mecz towarzyski              |
| 14.                          | 14.11.2017                   | Ulsan, Korea Południowa                | Serbia                       | 1:1                          |                              | Mecz towarzyski              |
| 15.                          | 24.03.2018                   | Belfast, Irlandia Północna             | Irlandia Północna            | 2:1                          | Gol                          | Mecz towarzyski              |
| 16.                          | 27.03.2018                   | Chorzów, Polska                        | Polska                       | 3:2                          |                              | Mecz towarzyski              |
| 17.                          | 22.03.2019                   | Ulsan, Korea Południowa                | Boliwia                      | 1:0                          |                              | Mecz towarzyski              |
| 18.                          | 26.03.2019                   | Seul, Korea Południowa                 | Kolumbia                     | 2:1                          |                              | Mecz towarzyski              |
| 19.                          | 05.09.2019                   | Stambuł, Turcja                        | Gruzja                       | 2:2                          |                              | Mecz towarzyski              |
| 20.                          | 10.09.2019                   | Aszchabad, Turkmenistan                | Turkmenistan                 | 0:2                          |                              | el. MŚ 2022                  |
| 21.                          | 10.10.2019                   | Hwaseong, Korea Południowa             | Sri Lanka                    | 8:0                          | Gol                          | el. MŚ 2022                  |
| 22.                          | 15.10.2019                   | Pjongjang, Korea Północna              | Korea Północna               | 0:0                          |                              | el. MŚ 2022                  |
| 23.                          | 19.11.2019                   | Abu Zabi, Zjednoczone Emiraty Arabskie | Brazylia                     | 3:0                          |                              | Mecz towarzyski              |

## Sukcesy

### Suwon Samsung Bluewings
- Wicemistrzostwo Korei Południowej (2×): 2014, 2015
- Puchar Korei Południowej (1×): 2016

### Reprezentacyjne
- Mistrzostwa Azji U-19 (1×): 2012
- Puchar Azji Wschodniej (1×): 2015
- Puchar Azji U-23 (1×): 2016

### Indywidualne
- Najlepsza XI K League (2×): 2015[23], 2016[24]